# Colin Stinton
Colin Stinton (Calgary, 10 marzo 1947) è un attore canadese.
Ad appena 5 anni si trasferì negli Stati Uniti, a Kansas City per poi trasferirsi nella periferia di Chicago, dove ha poi fondato il Theatre Building e cominciato la sua carriera di attore.

## Filmografia parziale

### Cinema
- Il verdetto (The Verdict), regia di Sidney Lumet (1982)
- Amare per sempre (In Love and War), regia di Richard Attenborough (1996)
- The Hours, regia di Stephen Daldry (2002)
- L'uomo senza sonno (The Machinist), regia di Brad Anderson (2004)
- Closer, regia di Mike Nichols (2004)
- The Bourne Ultimatum - Il ritorno dello sciacallo, regia di Paul Greengrass (2007)
- Rush, regia di Ron Howard (2013)
- Hunter Killer - Caccia negli abissi (Hunter Killer), regia di Donovan Marsh (2018)
- La cena delle spie (All the Old Knives), regia di Janus Metz (2022)

### Televisione
- Il fiume del terrore (12 Days of Terror) – film TV, regia di Jack Sholder (2005)
- Doctor Who – serie TV, un episodio (2007)
- Butterfly – serie TV, 2 episodi (2018)

## Doppiatori italiani
Nelle versioni in italiano delle opere in cui ha recitato, Colin Stinton è stato doppiato da:
- Claudio Capone ne Il verdetto
- Fabrizio Pucci in Poirot
- Marco Balzarotti in The Commander
- Diego Reggente in Doctor Who
- Gabriele Martini in The Bourne Ultimatum - Il ritorno dello sciacallo
- Fabrizio Temperini in Rush
- Luciano De Ambrosis in Hunter Killer - Caccia negli abissi
- Nicola Braile in Beirut
- Michele Gammino in Butterfly
- Oliviero Corbetta in The Crown